# Josef Kling
Josef Kling (19 de Março de 1811 – 1 de Dezembro de 1876) foi um mestre de xadrez alemão. Ele foi chamado de "pioneiro do estilo moderno de xadrez". Embora Kling fosse um especialista em jogos finais e problemas, ele raramente jogava competitivamente.

## Carreira
Kling escreveu vários estudos do jogo. Ele co-editou o livro de problemas Chess Studies (1851) com Bernhard Horwitz. De janeiro de 1851 a dezembro de 1853, a dupla também coeditou o jornal semanal The Chess Player, também conhecido como The New Chess Player. Como co-autores, eles fizeram contribuições notáveis para a teoria do fim do jogo, e acredita-se que tenham originado o termo "cozinheiro" em referência a "um problema de xadrez doentio com duas soluções".
Kling começou como professor de música instrumental, mas no início da década de 1850 tinha poucos alunos. Ele emigrou de Mainz, Alemanha, para a Inglaterra, onde em 1852 abriu uma cafeteria com salas de xadrez, localizada na 454 New Oxford Street, em Londres. Ele ocasionalmente empregou Horwitz como jogador profissional residente lá.
A Técnica Defensiva de Kling e Horwitz permite que as pretas forcem um empate com as pretas para mover contra o jogo perfeito no diagrama mostrado à direita. Para uma análise detalhada desta posição, veja aqui.